# Cortile d'onore del palazzo di Brera
Il cortile d'onore del palazzo di Brera è il cortile principale del palazzo di Brera, sede dell'omonima pinacoteca e accademia.

## Storia e descrizione
Il cortile, così come tutto il palazzo, risale alla prima metà del '600 e nasce in origine come chiostro per il monastero di Santa Maria di Brera, retto dall'ordine dei Gesuiti, fino a quando l'istituto religioso fu soppresso e reso di proprietà dello Stato, che trasformò il palazzo nella sede della nuova accademia di belle arti e pinacoteca. I lavori per il palazzo dell'ordine furono assegnati a Francesco Maria Richini, maggiore architetto del primo barocco lombardo: questi progettò il chiostro di pianta rettangolare (30x40 m) con un doppio ordine di colonne a reggere archi a tutto sesto. Al pian terreno le colonne tuscaniche poggiano su semplici basi, mentre al piano superiore le colonne di ordine ionico poggiano su piedistalli che fungono da intermezzi per la balaustrata: la loggia a doppio ordine sovrapposto è un chiaro omaggio al cortile del collegio Borromeo di Pavia di Pellegrino Tibaldi e rappresenta uno dei capolavori del Richini, nonché il prototipo barocco dei cortili di area lombarda.

### Opere d'arte

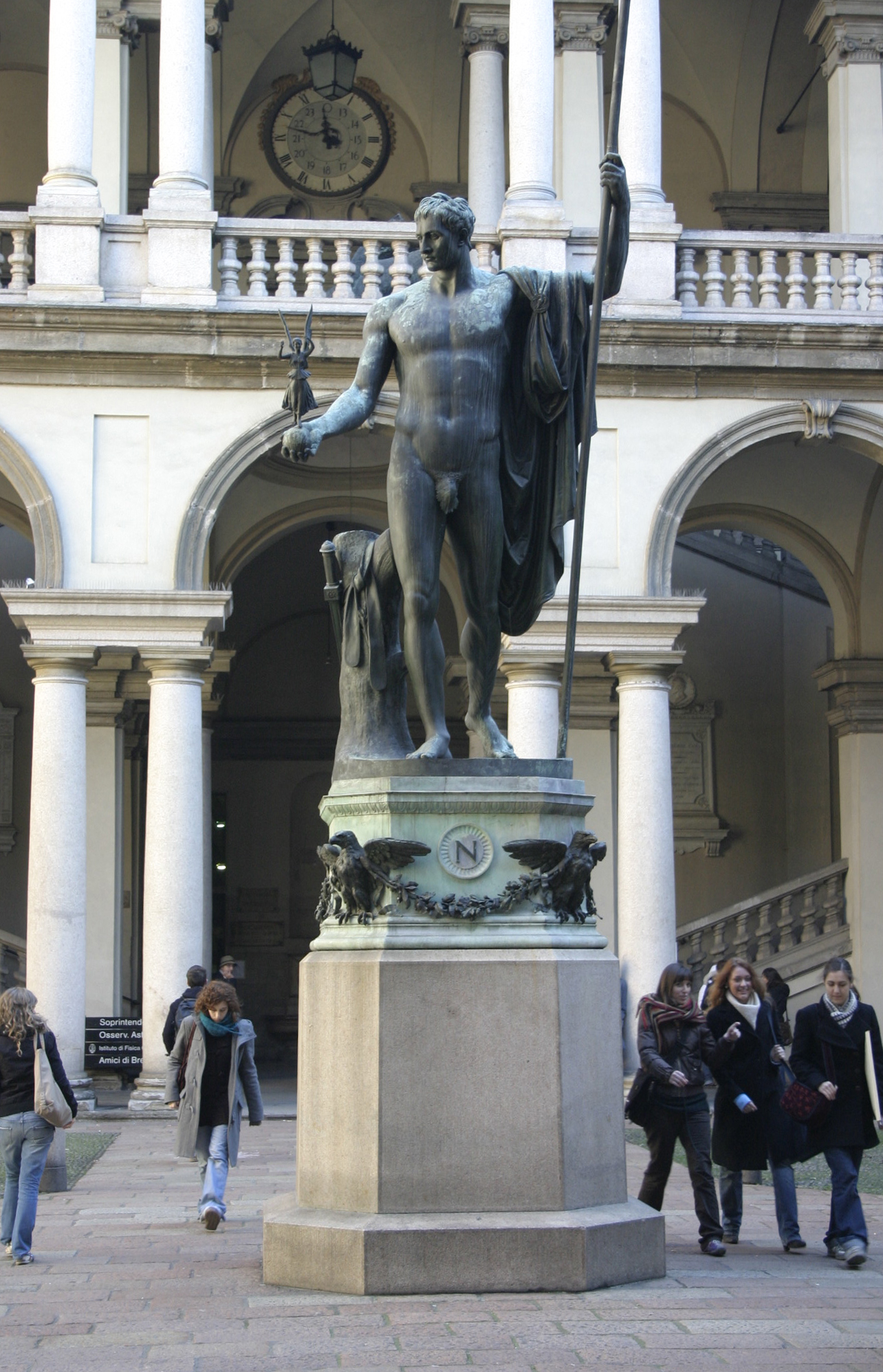
Napoleone del Canova

Il porticato, originariamente disadorno, fu arricchito, a partire dal XIX secolo, con numerose statue, busti e lapidi dedicati alle maggiori personalità scientifiche ed artistiche della Lombardia.
Nel vano del portale di ingresso del cortile sono presenti due monumenti.
- A sinistra il Monumento a Ranieri Girotti (1833) di Gaetano Motelli
- A destra il Monumento a Luigi Canonica (1847) di Raffaele Monti

Nel vano delle arcate del cortile sono presenti sei statue (elencate qui partendo da sinistra dell'ingresso).
- Monumento a Tommaso Grossi (1858) di Vincenzo Vela
- Monumento a Bonaventura Cavalieri (1844) di Giovanni Antonio Labus
- Monumento a Carlo Ottavio Castiglioni (1855) di Antonio Galli
- Monumento a Luigi Cagnola (1849) di Benedetto Cacciatori
- Monumento a Pietro Verri (1844) di Innocenzo Fraccaroli
- Monumento a Gabrio Piola (1857) di Vincenzo Vela

Le prime due statue nel cortile vennero inaugurate nel 1844 in occasione della VI Riunione degli scienziati italiani.

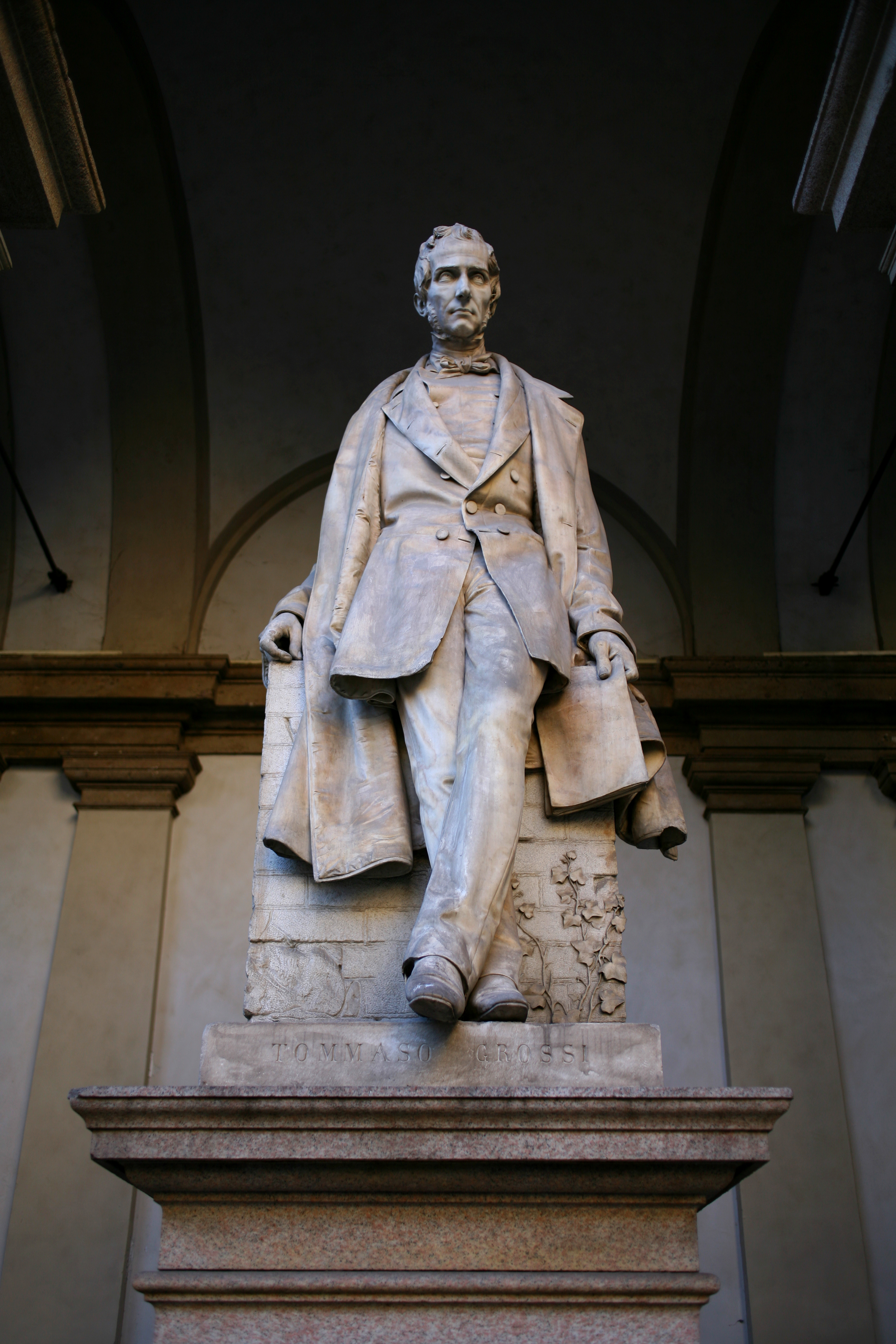
Tommaso Grossi
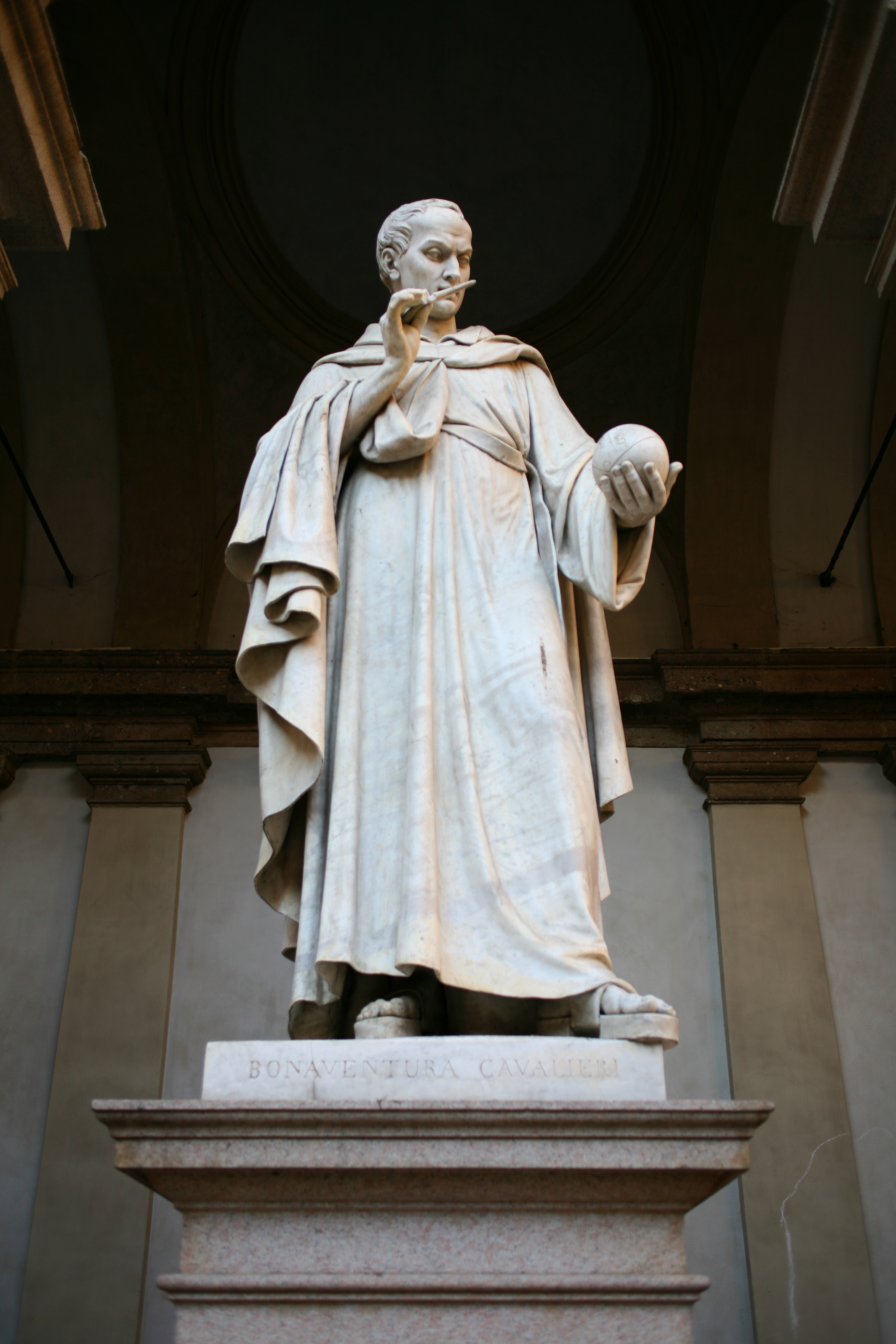
Bonaventura Cavalieri
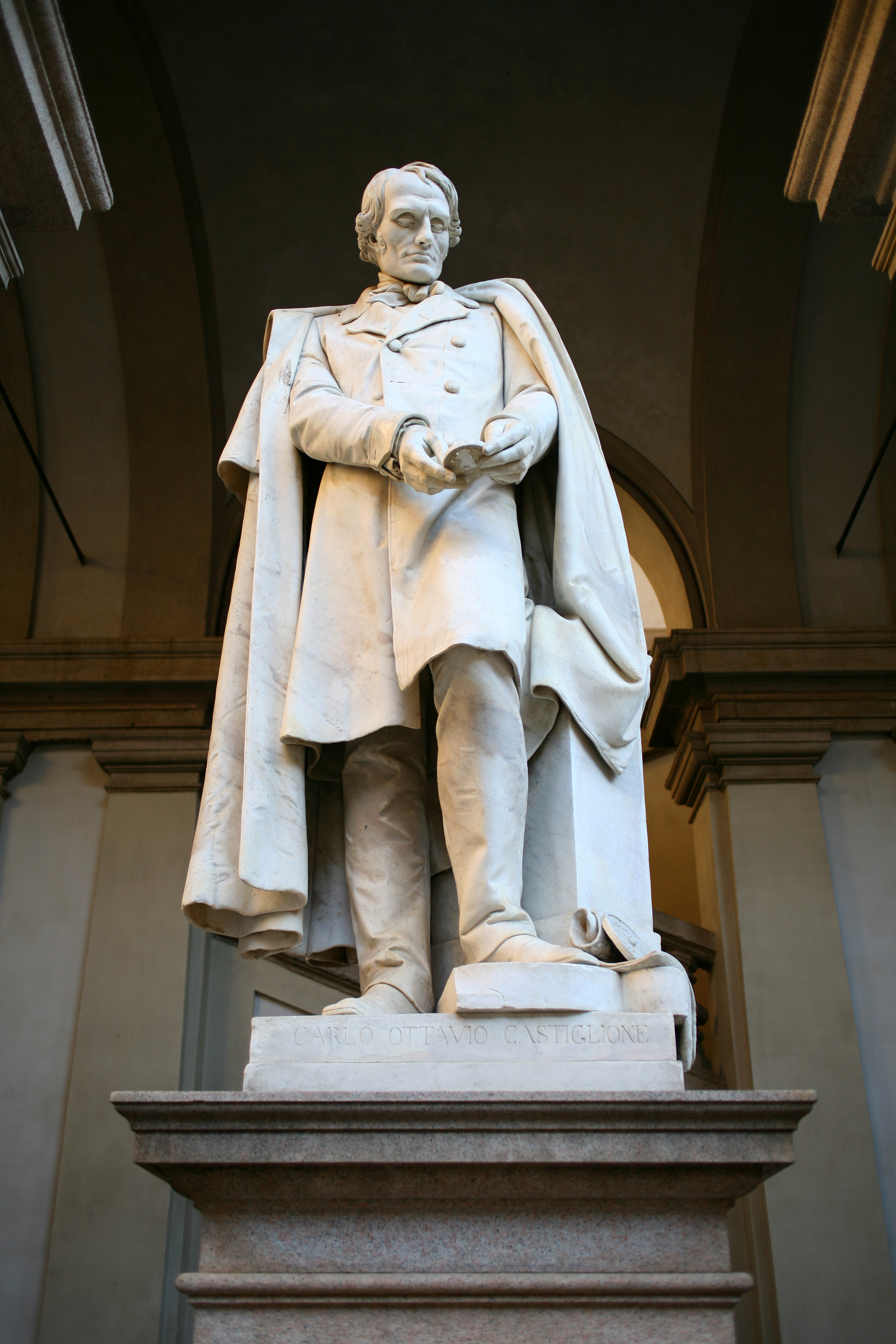
Carlo Ottavio Castiglione
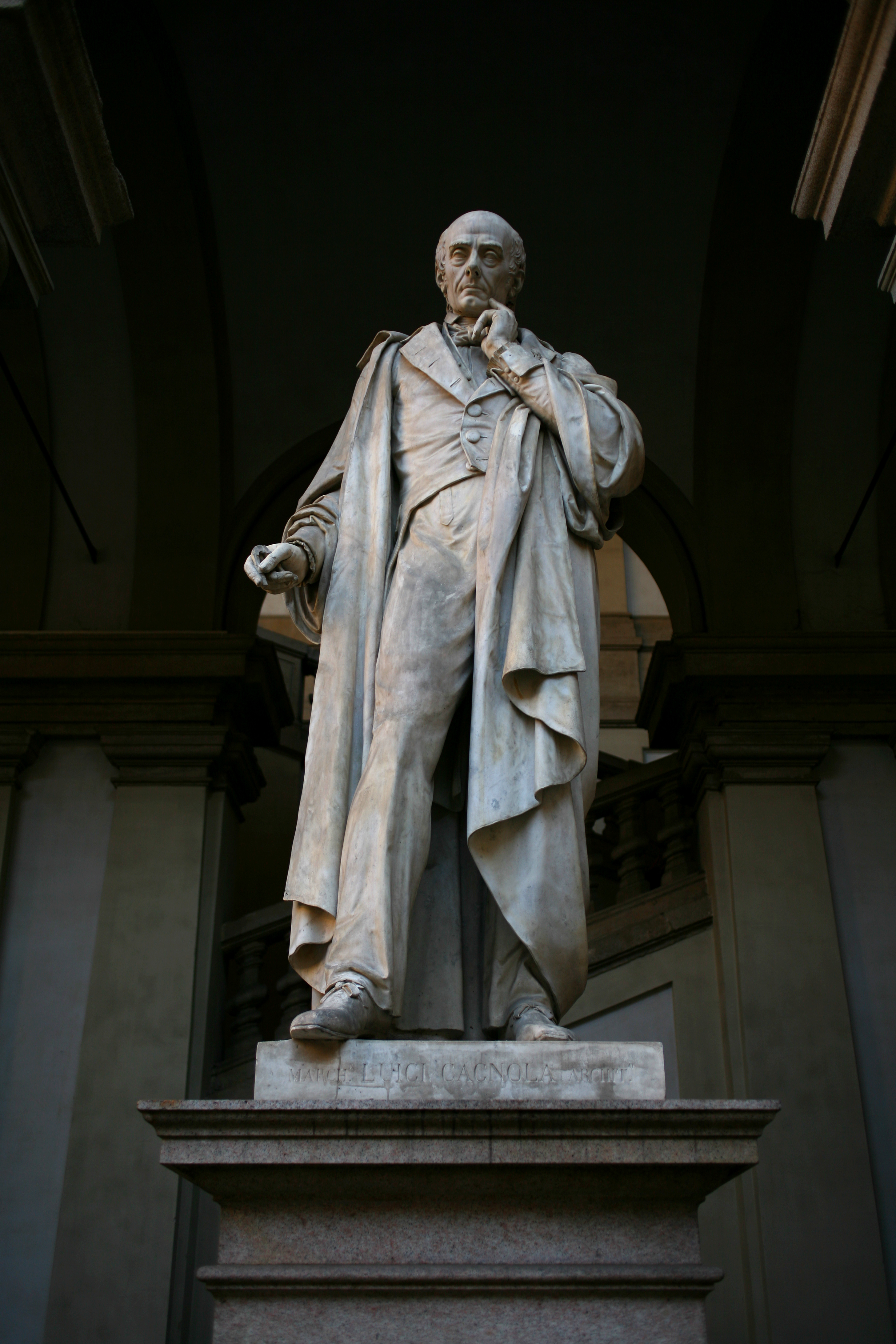
Luigi Cagnola
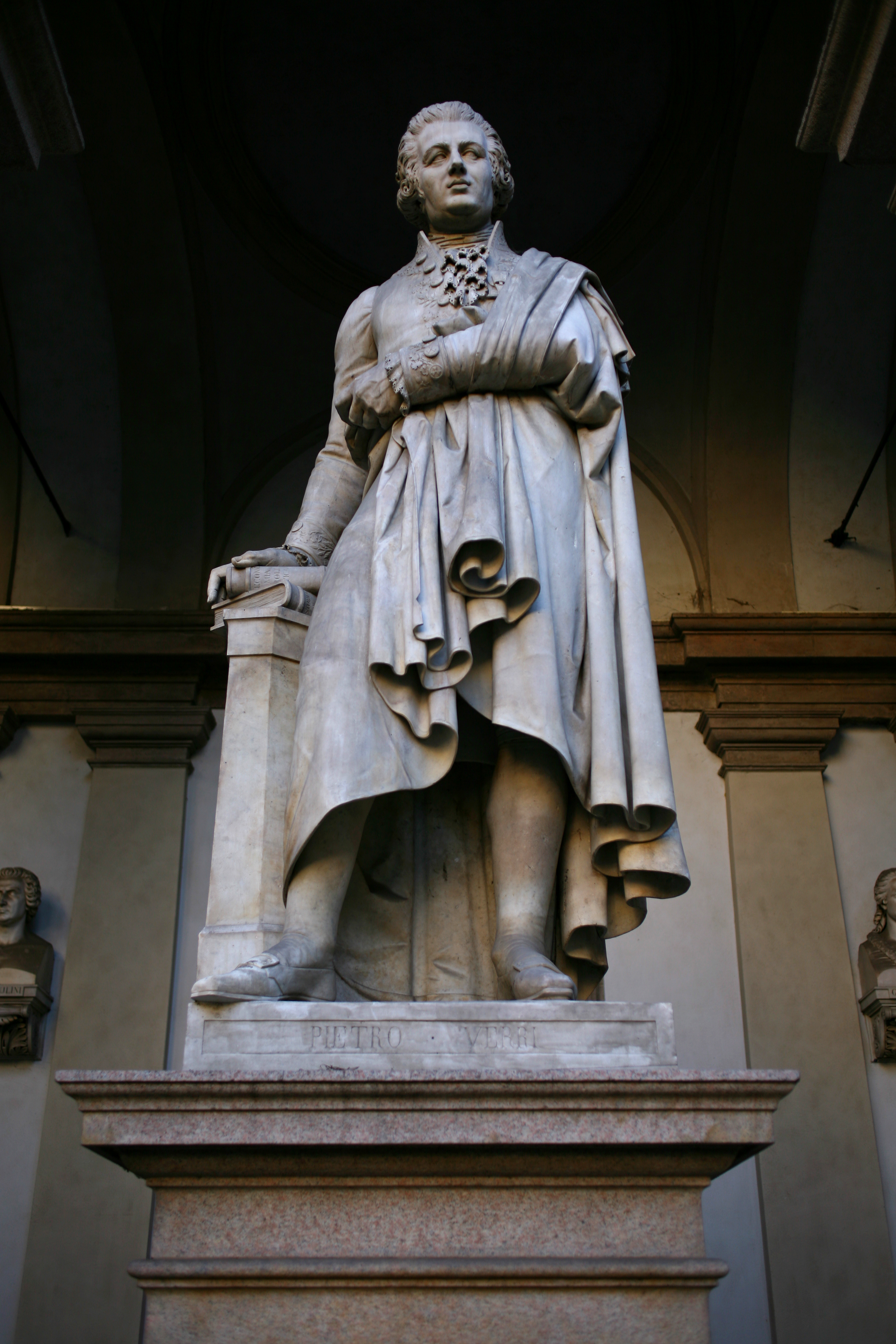
Pietro Verri
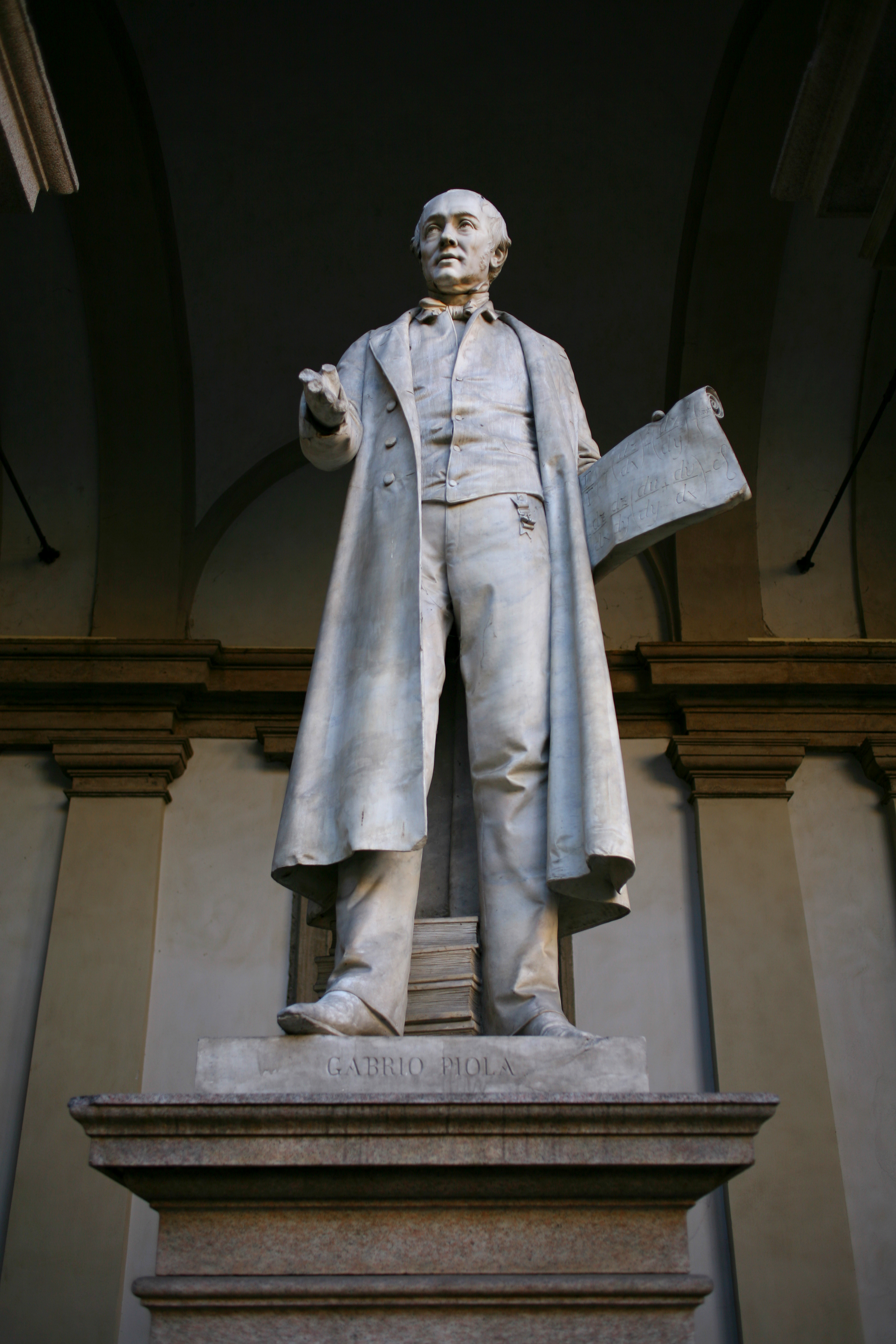
Gabrio Piola

Sullo scalone richiniano furono poste due statue.
- Monumento a Cesare Beccaria (1837) di Pompeo Marchesi
- Monumento a Giuseppe Parini (1838) di Gaetano Monti

Nel 1859 al centro del cortile fu posta la riproduzione bronzea di un'opera di Antonio Canova.
- Napoleone Bonaparte come Marte pacificatore

Sono inoltre presenti decine di busti, cippi, statue minori dedicate ad altre personalità reputate meno illustri ma degne di menzione.